# Rush Limbaugh
Rush Limbaugh, właściwie Rush Hudson Limbaugh III (ur. 12 stycznia 1951 w Cape Girardeau, zm. 17 lutego 2021 w Palm Beach) – amerykański konserwatywny komentator polityczny, zwolennik Partii Republikańskiej.
Znany był przede wszystkim jako prowadzący przez 32 lata program radiowy The Rush Limbaugh Show, najpopularniejszy pod względem liczby prawicowych słuchaczy program radiowy w Stanach Zjednoczonych.
Negatywnie wypowiadał się na temat feminizmu, aborcji, antykoncepcji i ruchów LGBT. 
Krytycznie odnosił się do ochrony środowiska. Negował odpowiedzialność człowieka za dziurę ozonową i zjawisko globalnego ocieplenia.
W lutym 2020 został odznaczony przez prezydenta Stanów Zjednoczonych Donalda Trumpa Prezydenckim Medalem Wolności.
Zmarł 17 lutego 2021 roku z powodu raka płuc.
W polskim tłumaczeniu wydano jego książkę Właściwy porządek rzeczy (The Way The Things Ought To Be).